# 布盧艾 (密蘇里州)
布盧艾（英語：Blue Eye）是位於美國密蘇里州斯通縣的村。

## 人口
根據2020年美國人口普查的數據，布盧艾的面積為3.05平方千米，皆為陸地。當地共有人口289人，而人口密度為每平方千米95人。